# 2010년 동계 올림픽 라트비아 선수단
2010년 동계 올림픽 라트비아 선수단은 캐나다 밴쿠버에서 개최된 2010년 동계 올림픽에 참가한 올림픽 라트비아 선수단이다.

## 메달 집계

### 종목별 메달 수
| 종목 | 1 | 2 | 3 | 합계 |

### 메달리스트
| 메달 | 이름                      | 종목     | 세부 종목 |
| ---- | ------------------------- | -------- | --------- |
|      | 안드리스 식스 유리스 식스 | 루지     | 2인승     |
|      | 마르틴스 두쿠르스         | 스켈레톤 | 남자      |

## 종목별 성적

### 루지
| 선수 | 세부 종목 | 1차 시기 | 1차 시기 | 2차 시기 | 2차 시기 | 3차 시기 | 3차 시기 | 4차 시기 | 4차 시기 | 합계 | 합계 |
| 선수 | 세부 종목 | 기록     | 순위     | 기록     | 순위     | 기록     | 순위     | 기록     | 순위     | 기록 | 순위 |